# 프로세르피나
프로세르피나(Proserpina) 또는 프로세르피네(Proserpine)는 고대 로마 신화의 여신으로, 도상학, 역할과 신화는 사실상 그리스 신화의 페르세포네의 것과 동일하다. 프로세르피나는 고대 로마의 다산의 여신 리베라를 대체하거나 결합했는데, 그의 주요 숭배는 포도주의 신 리베르와 함께 곡물의 여신 케레스의 아벤티네 사원에 봉안되어 있다.
이 세 신들은 각각 사원에서 자신의 지하실을 차지했다. 그들의 숭배는 남성 공공 사제에 의해 봉사되거나 감독되었다. 케레스는 3명 중 단연코 연장자였으며, 로마의 그리스 올림포스 12신과 거의 동등하다. 그녀는 그리스의 데메테르와 동일시되었고, 리베르는 바쿠스와 디오니소스와 동일시되었다. 리베라는 때때로 여성의 다산과 관련된 리베르 파테르의 여성 버전으로 설명된다. 그렇지 않으면 그녀는 로마 출처에 의해 명확한 신원이나 신화가 주어지지 않으며, 그리스에 상응하는 것도 없다. 그녀의 고유한 도상학에 대해서는 알려진 바가 없다. 그녀의 이름은 리베르의 여성적인 형태인 ‘자유로운 것’으로 번역된다. 프로세르피나의 이름은 ‘페르세포네’의 라틴어화인데, 아마도 곡물의 성장과 관련하여 라틴어 proserpere (‘떠오르다, 기어나오다’)의 영향을 받았을 것이다. 그녀의 도상학은 “완전히 그녀의 그리스 오리지널 페르세포네를 기반으로” 한다.
프로세르피나는 공식 종교 전략의 일환으로 이탈리아 남부에서 수입되었다. 2차 포에니 전쟁이 끝날 무렵, 로마의 하층 사회와 상류 사회 계급 사이의 적대감, 농작물 실패, 간헐적인 기근이 로마의 불경으로 촉발된 신의 진노의 징후로 여겨졌다. 새로운 숭배는 기원전 205년경 케레스의 아벤티네 사원에 설치되었다. 민족적으로 그리스 여사제들은 ‘어머니와 처녀’로서 케레스와 프로세르피나를 섬기도록 모집되었다. 이 혁신은 신과 평민을 기쁘게 하려는 로마 지배계급의 시도를 나타낼 수 있다. 후자는 이탈리아 마그나 그라이키아와 강한 문화적 유대를 공유했다. 개혁된 숭배는 그리스의 여성 전용 테스모포리아를 기반으로 했으며, 도덕적으로 바람직한 것으로 승격되었다.추종자와 여사제로서 존경받는 로마 여성을 위해. 로마의 플라멘 세레알리스가 감독한 것이 거의 확실하며, 보통 평민에게만 맡겨진 남성 사제직이었다. 새로운 종파는 부분적으로 아벤티네 사원의 더 오래된 토착 종파를 케레스, 리베르 및 리베라에 포함시켰을지 모르지만, 그것은 또한 그들과 함께 기능했다. 리베르는 개혁된 컬트에서 아무런 역할도 하지 않았다. 케레스, 프로세르피나/리베라, 리베라는 아벤티누스 신전과 다른 곳에서 그들 스스로 숭배를 받은 것으로 알려져 있지만, 세부사항은 부족하다.
어머니와 처녀의 로마 숭배는 프로세르피나를 지하 세계의 여왕, 로마의 지하 세계의 왕 디스 파테르의 배우자, 케레스의 딸로 지명했다. 컬트의 기능, 신화의 틀과 역할에는 농업 주기, 계절적 죽음과 재생, 충실한 딸과 어머니의 보살핌이 포함된다. 여기에는 비밀 입회식과 야간 횃불 행렬, 입회하지 않은 사람들에게 숨겨진 숭배 대상이 포함된다. 저승의 신에게 강제로 납치된 프로세르피나, 그녀를 찾아 헤매는 어머니, 결국 일시적이지만, 지상 세계로의 복귀는 로마서와 이후 예술과 문학 작품의 주제이다. 특히 지하세계의 신에 의한 그녀의 강탈(보통 프로세르피나 또는 페르세포네의 강간으로 묘사됨)는 르네상스와 이후의 조각가와 화가에게 극적인 주제를 제공했다.

## 컬트와 신화

### 리베라의 기원
초기 로마 종교에서 리베라는 그리스의 바쿠스 또는 디오니소스와 동등한 평민 권리의 수호자, 포도주의 신, 남성의 다산과 자유의 신인 리베르 파테르와 동등한 여성이었다. 리베라는 원래 이탈리아의 여신이었고, 로마 왕국 시대나 아주 초기의 공화정 시대에 ‘어원학적 이중성’으로 리베르와 짝을 이루었다. 그녀는 기원전 493년경에 로마의 지배 계급이 플레브스(로마의 시민 평민)에게 약속한 국가 비용으로 아벤티노 언덕에 세워진 신전에서 케레스와 리베르와 함께 소위 삼신 숭배의 일부로 로마 역사에 들어간다. 그들은 분리를 위협했다. 집합적으로 이 세 신은 로마 평민의 신성한 수호자이자, 수호자였으며, 건국 직후 성전에 보관된 로마의 원로원 기록과 성문법의 수호자였다. 리베라는 3월 17일 리베르의 축제인 리베랄리아 또는 4월 중순에서 말에 열리는 세레알리아의 7일 동안 숭배를 바쳤을 것이다. 후자의 축제에서 그녀는 케레스에 종속되었을 것이다. 리베르와 리베라의 이름은 나중에 케레스 축제에 추가되었다. 그렇지 않으면 리베라와 아벤티네 컬트 파트너와의 기능적 관계가 불확실하다. 그녀는 알려진 토착 도상학이나 신화가 없다.

### 리베라와 프로세르피나
리베라는 기원전 205년부터 공식적으로 프로세르피나로 확인되었는데, 이때 그녀와 케레스는 로마화된 그리스 신비 의식인 그리스 의식(ritus graecia cereris)을 획득했다. 이것은 제2차 포에니 전쟁이 끝날 무렵 카르타고에 대항하는 신성한 동맹자로 봉사하기 위해 로마에서 신들을 종교적으로 모집한 것의 일부였다. 후기 공화당 시대에 키케로는 리베르와 리베라를 케레스의 자녀로 묘사했다. 거의 동시에, 아마도 대중적 또는 종교적인 드라마의 맥락에서, 히기누스는 리베라와 그리스의 아리아드네를 동일시했으며, 리베르의 그리스어에 해당하는 디오니소스의 신부로 동일시했다. 그녀의 이름, 컬트, 의식의 더 오래되고 더 새로운 형태와 이들의 다양한 연관성은 제국 시대 말까지 잘 지속되었다. 성 아우구스티누스 (354-430 AD)는 리베르가 남성 다산의 신인 것처럼 리베라가 여성 다산의 여신이라고 썼다.

### 프로세르피나
프로세르피나는 ‘모녀’의 새로 로마화된 숭배에서 케레스의 딸로서 공식적으로 로마에 소개되었다. 컬트의 기원은 정치적으로 로마와 동맹을 맺었지만, 문화적으로는 마그나 그라 에키아의 일부인 이탈리아 남부에 있었다. 이 숭배는 데메테르와 페르세포네에게 ‘어머니와 처녀’로서 일부는 공개적이고, 일부는 미스터리 숭배였던 여성 전용 그리스인 테스모포리아를 기반으로 했다. 그것은 로마 시민권을 부여받은 그리스 여사제와 함께 로마에 도착하여 "외부적 지식과 내적 의도로" 신들에게 기도할 수 있었다.
케레스와 프로세르피나의 새로운 ‘그리스식’ 신비의 여성 동수와 여사제 들은 로마의 전통적이고 귀족 이 지배하는 사회 계층 구조와 전통적 도덕성을 유지할 것으로 기대되었다. 미혼의 소녀들은 처녀인 프로세르피나의 순결을 본받아야 했다. 기혼 여성은 헌신적이고 유익한 어머니인 케레스를 본받으려고 노력해야 했다. 그들의 의식은 풍작을 보장하고 신비에 참여하는 사람들의 다산을 증가시키기 위한 것이었다. 아벤티누스 3인조의 각 신들은 계속해서 그들 자신의 숭배를 받았다. 리베르의 개방적이고 성별이 혼합된 컬트와 축제는 계속되었지만, 약 20년 후 바카날리아의 억압에 휘말렸을 가능성이 있다. 프로세르피나의 개인 숭배와 케레스와의 공동 숭배는 공화국과 제국 전역에 널리 퍼졌다. 프로세르피나의 사원은 몰타의 현대적인 므타르파에 있는 멜리테 교외에 있었다. 사원의 폐허는 17세기와 18세기 사이에 채석되었다. 몇 조각만 살아남았다.

### 신화

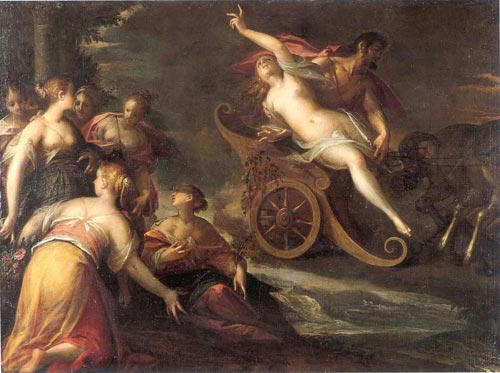
프로세르피나의 강간, 한스 폰 아헨 (1587년 작)

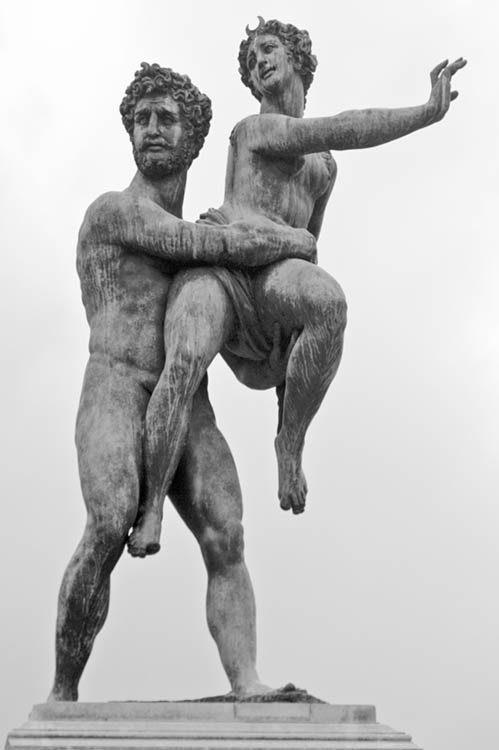
프로세르피나의 강간의 복제품, 빈센조 데 로시, 클리브던 하우스 근처

프로세르피나를 둘러싼 가장 잘 알려진 신화는 그녀가 저승의 신에 의해 납치되었다는 것, 그녀의 어머니 케레스가 그녀를 미친 듯이 찾고, 궁극적이지만 일시적으로 위의 세계에 대한 보상에 관한 것이다. 라틴 문헌에는 여러 버전이 알려져 있는데, 대부분의 면에서 지하 세계의 왕이 그리스 페르세포네를 납치했다는 신화와 유사하며, 라틴어 출처에서는 Dis 또는 플루토로, 그리스어 출처에서는 하데스 또는 플루토로 다양하게 명명되었다. "하데스"는 숨겨진 지하 세계와 그 왕('숨겨진 자')을 모두 의미할 수 있으며, 신화의 초기 그리스 버전에서는 어둡고 동정심이 없는 인물이다. 페르세포네는 그녀의 의지에 반하여 끌려간 ‘코레’(‘소녀’)이다. 그리스의 엘레우시스 밀의종교에서, 그녀의 포획자는 하데스로 알려져 있다. 그들은 지하 세계를 함께 통치하는 신성한 부부를 형성하고, 엘레우시스 입문자를 더 나은 내세의 어떤 형태로 받아들인다. 플루토로 개명된 플루토는 그의 배우자를 폭력적으로 납치한 것과 거리가 멀다. 기원전 27년에 베르길리우스는 자신의 책 목가(Georgics)에서 신화의 자신의 버전을 발표했다. 서기 1세기 초에 오비디우스는 두 가지 시적 버전을 제공한다. 하나는 그의 변신 이야기(Metamorphoses) 5권에, 다른 하나는 <파스티(Fasti)> 4권에 있다. 같은 신화에 대한 5세기 초의 라틴어 버전은 클라우디아누스의 프로세르피나의 납치(De raptu Proserpinae)이다. 대부분의 경우 이러한 라틴어 작품은 프로세르피나의 지하 세계 납치범과 나중에 배우자를 디스(Dis)로 식별한다.

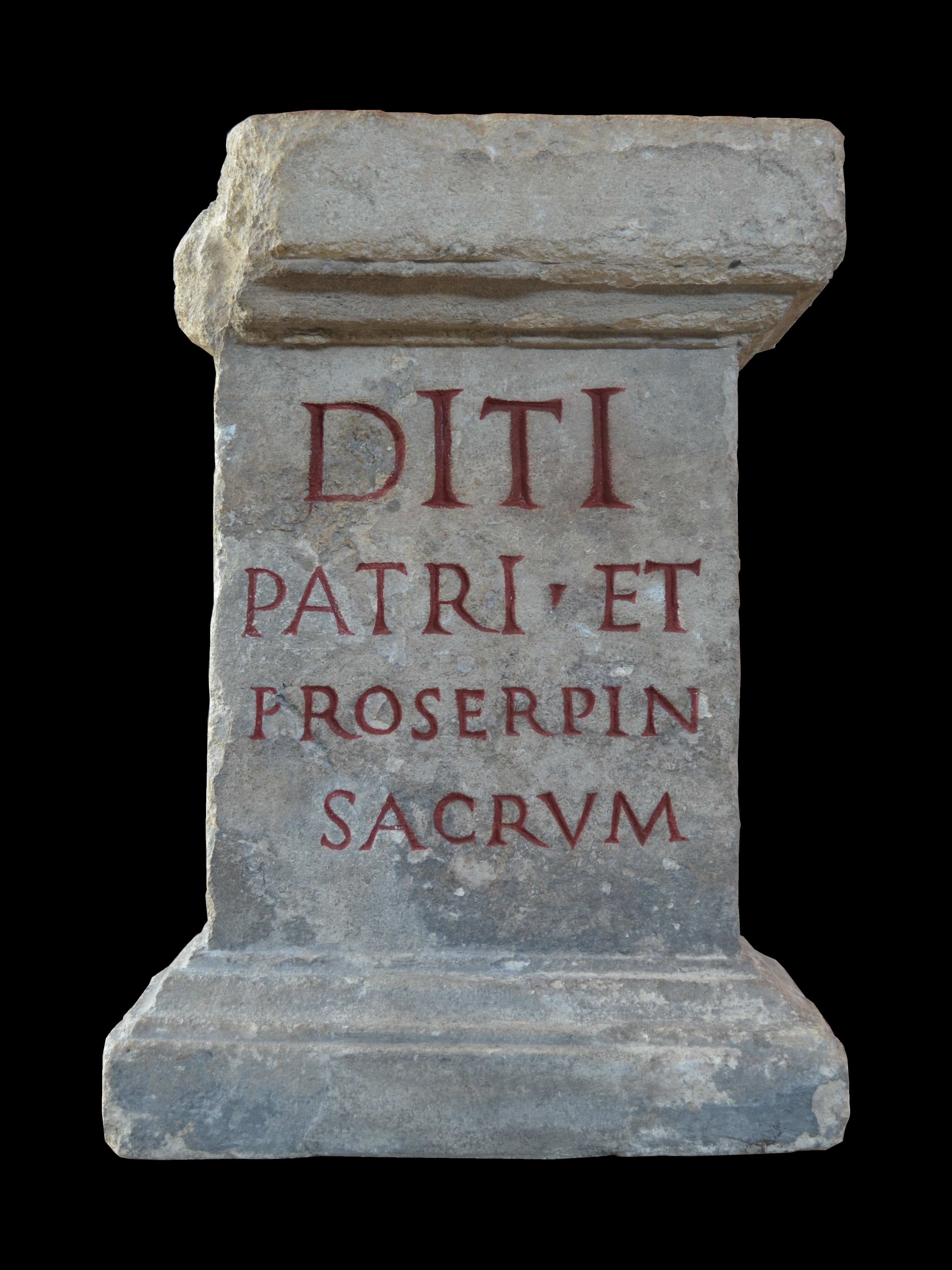
봉헌기둥 "디스 파테르와 프로세르피나에게 봉헌(Diti Patri et Proserpin[ae] sacrum)이라고 쓰여져 있는데, 디스 파테르를 프로세르피나의 남편이라고 밝히고 있다

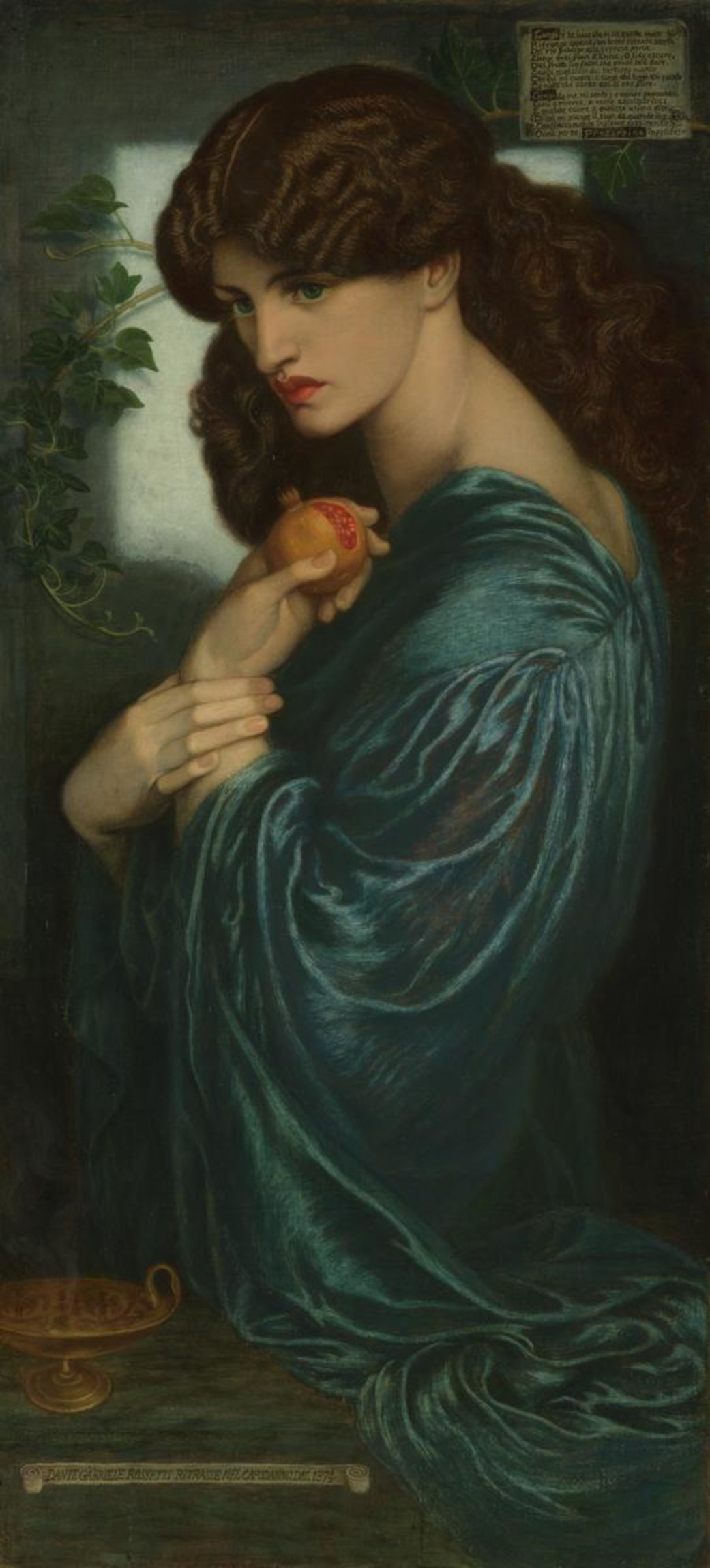
라파엘 전파 프로세르피네 (1873–1877) by 단테 가브리엘 로세티 (테이트, 런던)

클라우디아누스의 버전에서, 소유욕이 없는 디스는 결혼한 사랑과 아버지의 기쁨을 갈망하며, 에레부스에 혼자 남으면 다른 신들과 전쟁을 하겠다고 위협한다. 모든 사람의 운명을 결정하는 운명(파르카)은 전쟁 발발을 막기 위해 디스의 미래 결혼을 주선한다. 목성은 예언을 성취하기 위해 비너스에게 디스에게 사랑을 가져오라고 명령한다. 케레스는 이미 무고한 프로세르피나를 케레스의 지상 집이자 안식처인 시칠리아로 안전하게 보내 은폐하려고 했다. 디스는 에트나산의 화산에서 자신의 마차를 타고 나와 엔나 근처 페르구사 호수에서 프로세르피나를 탈취한다. 그리고 그녀를 지하 세계로 데려간다. 시는 이쯤에서 끝난다.
프로세르피나의 어머니 케레스는 전 세계를 누비며, 딸을 찾지만 허사이다. 케레스가 지구를 걸을 때 태양이 가라앉고 어둠이 내려, 작물의 성장을 멈추고 걸음마다 사막을 만른다. 주피터는 메르쿠리우스를 보내 디스에게 프로세르피나를 풀어주라고 명령한다. 그러나 프로세르피나는 디스의 굳은 마음을 녹이고, 디스가 그녀에게 주는 석류 씨앗을 ‘몇 개’ 먹는다. 죽은 자의 음식을 먹은 자는 산 자의 세계로 돌아갈 수 없다. 플루토는 그녀가 기꺼이 그의 석류 씨를 먹었고, 그 대가로 반년 동안 그와 함께 있어야 한다고 주장한다. 베르길리우스는 프로세르피나가 이에 동의하며, 지하세계에서 올라와 어머니와 재회하는 것을 꺼린다고 주장한다. 케레스가 딸의 산 자의 세계로 귀환을 환영할 때, 작물이 자라고 꽃이 피고 여름에는 모든 작물이 번성하여 가을에 수확된다. 프로세르피나가 플루토와 함께 거주하는 동안 세계는 땅이 농작물을 제공하지 않는 겨울을 보낸다. 땅은 그녀가 위에 있을 때만 비옥할 수 있다.

### 오르페우스와 에우리디케
라틴어에서 프로세르피나에 대한 가장 광범위한 신화는 쿨라우디우스의 작품(4세기)이다. 그것은 오르페우스와 에우리디케의 그것과 밀접하게 연결되어 있다. 베르길리우스의 목가(Georgic)에서 오르페우스의 사랑하는 아내 에우리디케는 뱀에 물려 사망했다. 프로세르피나는 오르페우스가 목숨을 잃지 않고, 하데스로 들어가는 것을 허용했다. 그의 음악에 매료된 그녀는 그가 여행하는 동안 뒤돌아보지 않는 한 아내를 산 자의 땅으로 인도하도록 허락했다. 그러나 오르페우스는 뒤돌아 보는 것을 참을 수 없었고, 에우리디케는 그에게 영원히 길을 잃었다.

## 예술 작품에서
프로세르피나의 인물상은 베르니니의 조각 프로세르피나의 강간에서, 니콜로 키르치냐니의 프레스코 회화, 하인츠, 루벤스, 뒤러, 델 아바테, 패리시 등에서 잘 나타나 있다.
문학에서는 괴테의  프로세르피나 및 스윈번의 프로세르피네 찬가와 프로세르피네 정원에서 표현되었다. 독일 드레스덴의 대정원에 있는 ‘플루토의 프로세르피나 강간’ 동상은 ‘시간을 파괴하는 아름다움’이라고도 불린다. 전설에 관한 케이트 맥개리글의 노래는 그녀가 사망하기 전에 마지막으로 쓴 것 중 하나였으며, 2009년 12월 로열 앨버트 홀에서 열린 그녀의 마지막 콘서트에서 유일한 공연을 했다.